# Лохусалу
Лохусалу (на естонски: Lohusalu) е село в област Харю, северна Естония. Населението му е 193 души (2011 г.).
Разположено е на малък полуостров във Финския залив, на 17 km западно от столицата Талин. Споменава се за пръв път през 1480 година, като традиционният поминък в селото е риболовът.